# Aulis Kallakorpi
Aulis Kallakorpi, finski smučarski skakalec, * 1. januar 1929, Kuusankoski, Finska, † 15. maj 2005, Mikkeli, Finska.
Kallakorpi je nastopil na Zimskih olimpijskih igrah 1956 v Cortini d'Ampezzo, kjer je osvojil naslov olimpijskega podprvaka na veliki skakalnici. V sezoni 1953/54 je osvojil četrto mesto na Novoletni turneji, na turneji v naslednji sezoni 1954/55 je zmagal na prvih dveh tekmah v Oberstdorfu in Garmisch-Partenkirchn, toda na koncu ponovno zasedel četrto mesto.